# 村田靖夫
村田 靖夫（むらた やすお、1945年2月1日 - 2007年）は、日本の建築家。村田靖夫建築研究室を開設し、中庭のある住宅を中心に多くの作品を残した。

## 略歴
東京都生まれ。東京工業大学理工学部建築学科卒業。東孝光建築研究所を経て、村田靖夫建築研究室を主宰。エステー化学R&Dセンターで、建築改装協会第2回「外壁改装作品コンテスト」最優秀賞を受賞。

## 主な著書
- 緑を楽しむ家―心地いい都市住宅の作法 建築資料研究社
- 住まいのアウトドア・リビング100章

## 作品
- 大森山王の家
- K邸
- 埼玉／S邸
- 製鉄化学システム工法開発
- 東が丘の家
- 小さなコートハウス
- 100種の植栽親緑住居村田邸
- 本郷の4階建
- 茂原の家
- 丘の切妻
- T邸
- 大きな町屋
- 親緑住居